# Фриккенхаузен-ам-Майн
Фриккенхаузен-ам-Майн (нем. Frickenhausen am Main) — ярмарочная община в Германии, в земле Бавария. 
Подчиняется административному округу Нижняя Франкония. Входит в состав района Вюрцбург. Подчиняется административному сообществу Айбельштадт.  Население составляет 1250 человек (на 31 декабря 2010 года). Занимает площадь 10,54 км². Региональный шифр  —  09 679 131.

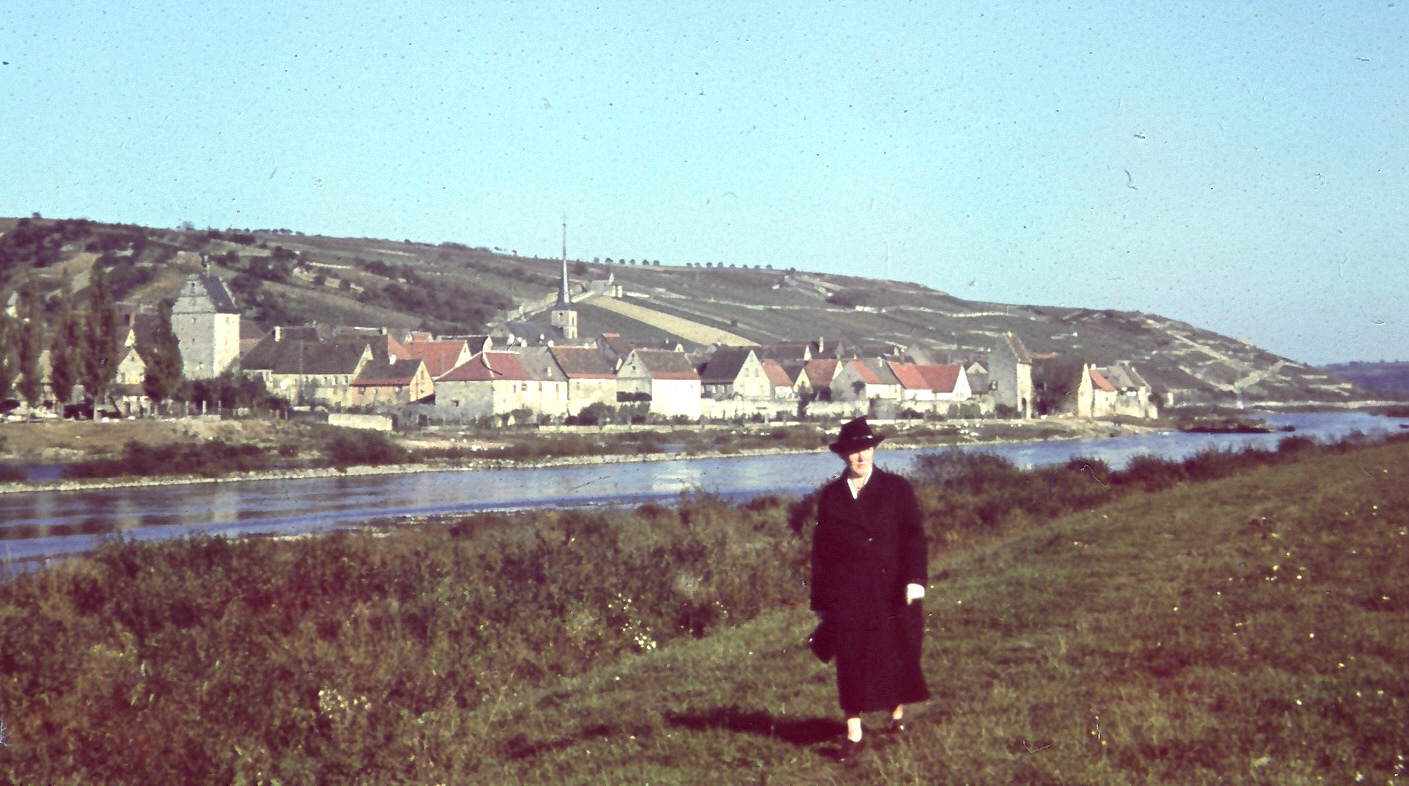
Фриккенхаузен-ам-Майн в 1960-е годы

## Население
По оценке на 31 декабря 2015 года население общины Фриккенхаузен-ам-Майн составляет 1229 чел. 

| Дата      | 1840 | 1871 | 1900 | 1925 | 1939 | 1950 | 1961 | 1970 | 1987 | 2011 |
| --------- | ---- | ---- | ---- | ---- | ---- | ---- | ---- | ---- | ---- | ---- |
| Население | 1071 | 983  | 955  | 1081 | 1244 | 1591 | 1473 | 1511 | 1236 | 1301 |

| Год       | 1960 | 1970 | 1980 | 1990 | 2000 | 2009 | 2010 | 2011 | 2012 | 2013 | 2014 | 2015 |
| --------- | ---- | ---- | ---- | ---- | ---- | ---- | ---- | ---- | ---- | ---- | ---- | ---- |
| Население | 1471 | 1472 | 1343 | 1235 | 1306 | 1257 | 1250 | 1258 | 1258 | 1249 | 1241 | 1229 |

## Известные уроженцы
- Цанг, Христофор Бонифаций (1772—1835) — немецкий хирург.

## Внешние ссылки
- Официальная страница (нем.)